# Frasso Telesino
Frasso Telesino község (comune) Olaszország Campania régiójában, Benevento megyében.

## Fekvése
A megye délnyugati részén fekszik, 40 km-re északkeletre Nápolytól, 20 km-re nyugatra a megyeszékhelytől. Határai: Cautano, Dugenta, Melizzano, Sant’Agata de’ Goti, Solopaca, Tocco Caudio és Vitulano.

## Története
A hagyományok szerint a települést beneventói lakosok alapították, miután városukat 545-ben Totila hadai elpusztították. A következő századokban nemesi birtok volt. A 19. században nyerte el önállóságát, amikor a Nápolyi Királyságban felszámolták a feudalizmust.

## Népessége
A népesség számának alakulása:

## Főbb látnivalói
- Palazzo Gambacorta
- Madonna dell’Immacolata-barlangtemplom
- Santa Giuliana-templom
- San Vito-templom
- San Michele-templom
- Campanile-templom
- Carmine-templom